# Cung điện Xô viết
Cung điện Xô viết (tiếng Nga: Дворец Советов, Dvorets Sovetov) là một dự án trung tâm hội nghị chính trị từng được lên kế hoạch thế chỗ nhà thờ chính tòa Chúa Kitô Đấng Cứu Độ ở Moskva và đóng vai trò như nơi chủ trì các phiên họp của Xô viết Tối cao. Với chiều rộng 130 mét (430 ft) và chiều cao 100 mét (330 ft), khu đại sảnh của công trình có sức chứa lên tới 20.000 người và một khi được hoàn thiện, cung điện cao 416 mét (1.365 ft) sẽ trở thành cấu trúc nhân tạo cao nhất thế giới với thể tích bên trong tương đương thể tích gộp lại của 6 tòa nhà chọc trời cao nhất nước Mỹ.

### Cước chú
1. ↑  Atarov 1940, tr. 72.
2. ↑  Atarov 1940, tr. 138.
3. ↑  Atarov 1940, tr. 109, 110.
4. ↑  Academy of Construction and Architecture 1961, tr. 11.
5. ↑  Atarov 1940, tr. 70.
6. ↑  Atarov 1940, tr. 17.
7. ↑  Colton 1995, tr. 260.

#### Sơ cấp
- Union of Soviet Architects (1933). Дворец Советов. Всесоюзный конкурс 1932 г. / Palast der Sowjets. Allunions-Preisbewerbund 1932 (bằng tiếng Nga và Đức). Всекохудожник.
- Academy of Architecture (1939). Архитектура дворца Советов [Architecture of the Palace of the Soviets]. Издательство Академии Архитектуры СССР. ISBN 9785446072521. (2013 reprint)
- Academy of Construction and Architecture (1961). L. I. Kirillova; G. B. Minervin; G. A. Shemyakin (biên tập).  Дворец Советов. Материалы конкурса 1957-1959 [Palace of the Soviets. Materials of the 1957-1959 competition] (bằng tiếng Nga). Госстройиздат.
- Atarov, N [bằng tiếng Nga] (1940). Дворец Советов [Palace of Soviets] (bằng tiếng Nga). Московский рабочий. The definitive official description of the final configuration being built in 1940 and the planned mechanical systems.

#### Thứ cấp
- Barkhin, A. (2016). "Ребристый стиль высотных зданий и неоархаизм в архитектуре 1920-1930-х" [Ribbed style of high-rise buildings and neoarchaism in the architecture of 1920-1930-s]. Academia. Архитектура и строительство (bằng tiếng Nga) (3): 56–65.
- Chmelnizki, D. (2007). Архитектура Сталина [Stalin's Architecture] (bằng tiếng Nga). Прогресс-Традиция. ISBN 978-5898262716. Note: The 2007 hardcopy Russian edition cites an invalid ISBN-10. Here, the valid code is referenced to the 2013 reprint
- Chmelnizki, D. (2021). Alexey Shchusev. Architect of Stalin's Empire Style. DOM publishers, Berlin. ISBN 9783869224749.
- Colton, T. (1995). Moscow: Governing the Socialist Metropolis. Harvard University Press. ISBN 9780674587496.
- Hoisington, S. (2003). "Ever Higher: The Evolution of the Project of the Palace of Soviets". Slavic Review. 62 (1). Cambridge University Press: 41–68. doi:10.2307/3090466. JSTOR 3090466. S2CID 164057296.
- Kostyuk, M. (2019). Boris Iofan. Architect behind the Palace of the Soviets. Theory and History, volume 86. Nicholson, J. biên dịch. DOM publishers, Berlin / Shchusev Museum of Architecture. ISBN 9783869223124.
- Kuznetsov, S. (2019). "Роль Сталина в организации конкурса на проектирование Дворца Советов (1931-1932 гг.)" [The role of Stalin in the organization of the Palace of Soviets competition (1931-1932)] (PDF). Architecture and Modern Information Technologies (bằng tiếng Nga) (3): 51–60.
- Sudzuki, Yu. (2013). "Советские дворцы. Архитектурные конкурсы на крупнейшие общественные здания конца 1910-х – первой половины 1920-х годов как предшественники конкурса на Дворец Советов" [Soviet Palaces. Competitions for the largest public buildings of the late 1910s and first half of the 1920s as the predecessors of the Palace of Soviets competition]. Искусствознание (bằng tiếng Nga): 181–205.
- Sudzuki, Yu. (2014). "Формирование "нового стиля" в процессе окончательного проектирования Дворца Советов" [The formation of the "new style" in the process of final planning of the Palace of Soviets]. Вестник СПБГУ (bằng tiếng Russian) (4): 126–139.{{Chú thích tập san học thuật}}:  Quản lý CS1: ngôn ngữ không rõ (liên kết)
- Tkachenko, S. [bằng tiếng Nga] (2020). "1922–1956 годы. Нереализованные проекты развития центрального композиционного ядра Москвы на примере Аллеи Ильича" [Unrealized Projects of 1922–1956 for the Development of the Central Compositional Core of Moscow on the Example of Ilich Alley]. Academia. Архитектура и строительство (bằng tiếng Nga) (3, 4): 82–91, 50–55.
- Zubovich, Katherine (2020). Moscow Monumental: Soviet Skyscrapers and Urban Life in Stalin's Capital. Princeton University Press. ISBN 9780691205298.